# 430 Hybris
430 Hybris là một tiểu hành tinh ở vành đai chính. Nó được Auguste Charlois phát hiện ngày 18.12.1897 ở Nice và được đặt theo tên nữ thần Hubris (Hybris) trong thần thoại Hy Lạp.